# Asche zu Asche
Az Asche zu Asche a harmadik kislemez a Rammstein német metálegyüttes első stúdióalbumáról, a Herzeleidról. A kislemez szintén része volt az Ausztráliában újra kiadott Sehnsucht albumnak. Ez az album tartalmazott számokat az ausztrál turnéról is.
A kislemezen megtalálható az 1995-ös album-verziós Asche zu Asche szám, valamint öt szám a Live aus Berlin turnéról. Csak Ausztráliában jelent meg, hirdetve a Big day out fesztivált, amin a Rammstein is föllépett.
Az Asche zu Asche szám előadása az egyik leglátványosabb a koncerteken, mivel a harmadik kórus kezdetekor a két gitáros, Paul Landers és Richard Z. Kruspe mikrofonjai lángra kapnak (a borítón látható módon), és ezután égő mikrofonokkal éneklik végig a számot.
A dalszöveg tartalma miatt sokan úgy vélik, hogy a szám Jézus keresztre feszítéséről szól, annak ellenére, hogy itt Visszatérek/10 nap múlva olvasható.

## Számok
1. Asche zu Asche  (3:51)
2. Spiel mit mir (élő)  (5:22)
3. Laichzeit (élő)  (5:14)
4. Wollt ihr das Bett in Flammen sehen? (élő)  (5:34)
5. Engel (élő)  (5:57)
6. Asche zu Asche (élő)  (3:24)

Forrás: https://web.archive.org/web/20070822080537/http://www.rammstein.com/_Voelkerball/Band/Discography/Singles/Asche_zu_Asche/ende